# Gouden Strop
De Gouden Strop is een literatuurprijs voor de beste (oorspronkelijk) Nederlandstalige spannende roman. De prijs is in 1986 in het leven geroepen door het Genootschap van Nederlandstalige Misdaadauteurs, genoemd naar het gelijknamige boek van Joop van den Broek. De Diamanten Kogel (2002-2016) was de Vlaamse tegenhanger.
De prijs wordt eind mei uitgereikt, tegelijk met de Schaduwprijs voor het beste debuut. Aan de Gouden Strop is een geldprijs van 10.000 euro verbonden en een albasten beeld gemaakt door beeldhouwer Marianne van den Heuvel. In eerste instantie was de prijs 10.001 gulden; die laatste gulden is er destijds door Joop van den Broek bijgelegd, zodat de prijs groter zou zijn dan de destijds gangbare literaire prijzen. Later werd de prijs 10.000 euro. In 2018 en 2019 werd de prijs door de Sponsor verdubbeld.
In 1988 en 1990 zijn geen prijzen uitgereikt, wegens een gebrek aan spannende romans.
Tomas Ross en Charles den Tex hebben de prijs al drie keer gewonnen.

## Laureaten
| Jaar | Boek                         | Auteur                                     | ISBN-code     | ISBN ebook    |
| ---- | ---------------------------- | ------------------------------------------ | ------------- | ------------- |
| 2025 | De prijs                     | Marcel van de Ven en Willem Asman          | 9789400514744 | 9789044933734 |
| 2024 | De Duiker                    | Mathijs Deen                               | 9789021341156 | 9789021341163 |
| 2023 | Musserts schaduw             | John Kuipers                               | 9789403169712 | 9789403172910 |
| 2022 | Vogeleiland                  | Marion Pauw                                | 9789048854943 | 9789048854950 |
| 2021 | Bloedsteen                   | Bernice Berkleef                           | 9789044354928 | 9789044354935 |
| 2020 | Russisch voor beginners      | Dominique Biebau                           | 9789460017766 | 9789460017773 |
| 2019 | De witte kamer               | Samantha Stroombergen                      | 9789022583203 | 9789402311105 |
| 2018 | Enter                        | Willem Asman                               | 9789026338519 | 9789026338526 |
| 2017 | Tot Stof                     | Felix Weber pseudoniem van Gauke Andriesse | 9789022577356 | 9789402306606 |
| 2016 | Lieve mama                   | Esther Verhoef                             | 9789044628838 | 9789044628814 |
| 2015 | De mythe van Methusalem      | Jo Claes                                   | 9789089242730 | 9789089243065 |
| 2014 | Versleuteld                  | Donald Nolet                               | 9789023483212 | 9789023483519 |
| 2013 | Nacht in Parijs              | Michael Berg                               | 9789044339314 | 9789044334753 |
| 2012 | Een zomer zonder slaap       | Bram Dehouck                               | 9789044518368 | 9789044519976 |
| 2011 | De handen van Kalman Teller  | Gauke Andriesse                            | 9789045033938 | 9789045017563 |
| 2010 | De minzame moordenaar        | Bram Dehouck                               | 9789044522020 | 9789044522068 |
| 2009 | Daglicht                     | Marion Pauw                                | 9789041420992 | 9789041414588 |
| 2008 | Cel                          | Charles den Tex                            | 9789021473741 | -             |
| 2007 | De tiende vrouw              | Roel Janssen                               | 9789023440802 | 9789023449959 |
| 2006 | De macht van meneer Miller   | Charles den Tex                            | 9789044520576 | -             |
| 2005 | Dood van een soldaat         | Johanna Spaey                              | 9789044518474 | 9789044519686 |
| 2004 | Groene vrijdag               | Elvin Post                                 | 9789041409874 | 9789041420015 |
| 2003 | De zesde mei                 | Tomas Ross                                 | 9789023411420 | -             |
| 2002 | Schijn van kans              | Charles den Tex                            | 9789044514117 | -             |
| 2001 | Zinloos geweld               | René Appel                                 | 9789035122826 | -             |
| 2000 | Het Alibibureau              | Peter de Zwaan                             | 9789044510812 | -             |
| 1999 | Cleopatra                    | Felix Thijssen                             | 9783894255046 | -             |
| 1998 | Fotofinish                   | Jac. Toes                                  | 9789044510836 | -             |
| 1997 | De kracht van het vuur       | Bob Mendes                                 | 9789022326527 | 9789460410666 |
| 1996 | Koerier voor Sarajevo        | Tomas Ross                                 | 9789023469360 | 9789023464365 |
| 1995 | Vertraging                   | Tim Krabbé                                 | 9789044613537 | -             |
| 1994 | Het woeden der gehele wereld | Maarten 't Hart                            | 9789029553483 | 9789029577939 |
| 1993 | Vergelding                   | Bob Mendes                                 | 9789022315743 | 9789460410741 |
| 1992 | Playback                     | Chris Rippen                               | 9789044530216 | -             |
| 1991 | De derde persoon             | René Appel                                 | 9789041414403 | -             |
| 1990 | niet uitgereikt              | -                                          | -             | -             |
| 1989 | De terugkeer van Sid Stefan  | Gerben Hellinga                            | 9789035104136 | -             |
| 1988 | niet uitgereikt              | -                                          | -             | -             |
| 1987 | Bèta                         | Tomas Ross                                 | 9789026113444 | 9789403115917 |
| 1986 | De zaak Alzheimer            | Jef Geeraerts                              | 9789058790026 | 9789460410789 |